# Рудницка, Эдмон
Эдмон Рудницка (англ. Edmond Roudnitska, 1905 – 1996) ― французский парфюмер и писатель. Он известен созданием таких духов, как Dior's Eau Sauvage и Diorissimo, а также Rochas's Femme (запущен в массовое производство в 1945 году). Многие из его творений все ещё находятся в производстве.
В 1926 году он начал свое обучение парфюмерии в городе Грас. В 1942 году он познакомился с Терезой Дельво, которая стала его женой. В 1946 году основал частную лабораторию по созданию парфюмерии Art et Parfum.
Аромат Diorissimo, созданный на основе ландыша, стал заметным достижением в области парфюмерии. В отличие от розы или жасмина, запах ландыша нельзя извлечь из эфирного масла цветка. Рудницка решил проблему, используя ароматические химикаты, такие как гидроксицитронеллаль.

## ДляChristian Dior
- Diorama (1948)
- Diorling (1951)
- Eau Fraîche (1955)
- Diorissimo (1956)
- Eau Sauvage (1966)
- Diorella (1972)
- Dior-Dior (1976)

## ДляElizabeth Arden
- It's You (1939)
- On Dit (1952)
- Elly (1955)
- Arden (1956)

## ДляHermès
- Eau d'Hermès (1951)
- Grande Eau d'Hermès (1987)
- Hermes Rogue (1988)

## Для Rochas
- Femme (1944)
- Mousseline (1946)
- Mouche (1947)
- Moustache (1949)
- La Rose (1949)